# District de Lucheng
Pour les articles homonymes, voir Lucheng (homonymie).
Le district de Lucheng (chinois : 鹿城区 ; pinyin : Lùchéng qū) est une subdivision administrative de la province du Zhejiang en Chine. Il est placé sous la juridiction de la ville-préfecture de Wenzhou, dont il est le centre-ville.
Le sens littéral de Lucheng est « ville du (ou des) cerf(s) ».
Elle est située sur le versant Sud du fleuve Ou (瓯江).